# Torrelacárcel
Torrelacárcel es una localidad y municipio español de la provincia de Teruel situado en la comarca de Comunidad de Teruel, en la comunidad autónoma de Aragón, en España.
Situado entre Teruel y Calamocha (a unos 30 km de cada uno de ellos), se parte a los dos lados de la carretera nacional de Valencia. En uno de los dos lados puede verse el río Jiloca con un antiguo molino que ahora está en vía de restauración. Al otro lado se encuentra el pueblo, un parador, frontón, no tiene piscinas (pero están muy cerca las de Torremocha) y la Casa del Virrey de Perú que nació en dicho pueblo.

## Geografía

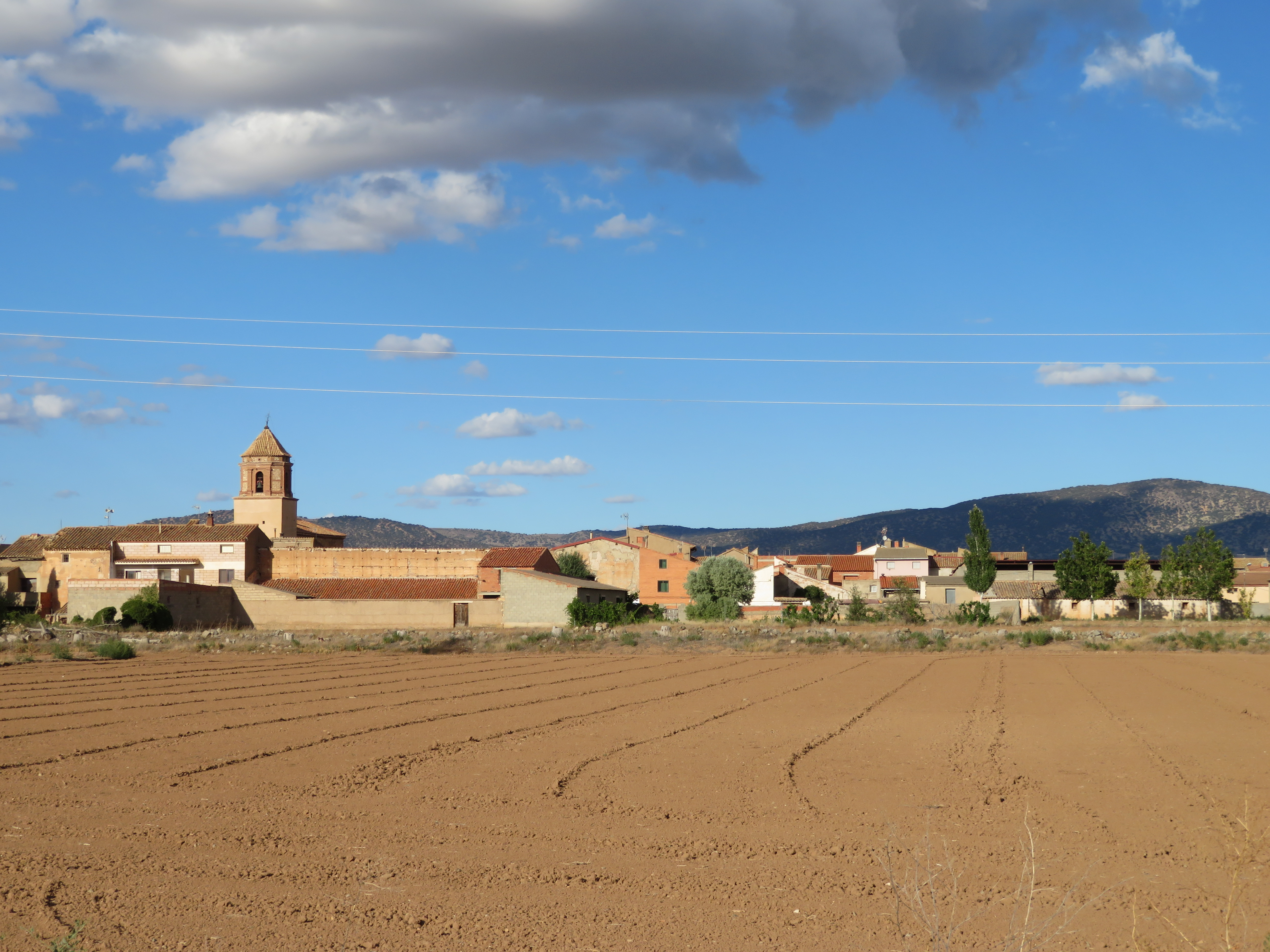
Panorámica de Torrelacárcel

Integrado en la comarca de Comunidad de Teruel, se sitúa a 39 kilómetros de la capital provincial. El término municipal está atravesado por la Autovía Mudéjar (A-23) y por la carretera N-234, además de por una carretera local que comunica con Aguatón. 
El relieve del municipio se caracteriza por la planicie que separa la sierra Palomera de la depresión del río Jiloca. La altitud oscila entre los 1350 metros en la sierra y los 974 metros a orillas del río. El pueblo se alza a 979 metros sobre el nivel del mar. 
| Noroeste: Alba | Norte: Singra             | Noreste: Aguatón              |
| Oeste: Alba    |                           | Este: Aguatón                 |
| Suroeste: Alba | Sur: Torremocha de Jiloca | Sureste: Torremocha de Jiloca |

## Demografía

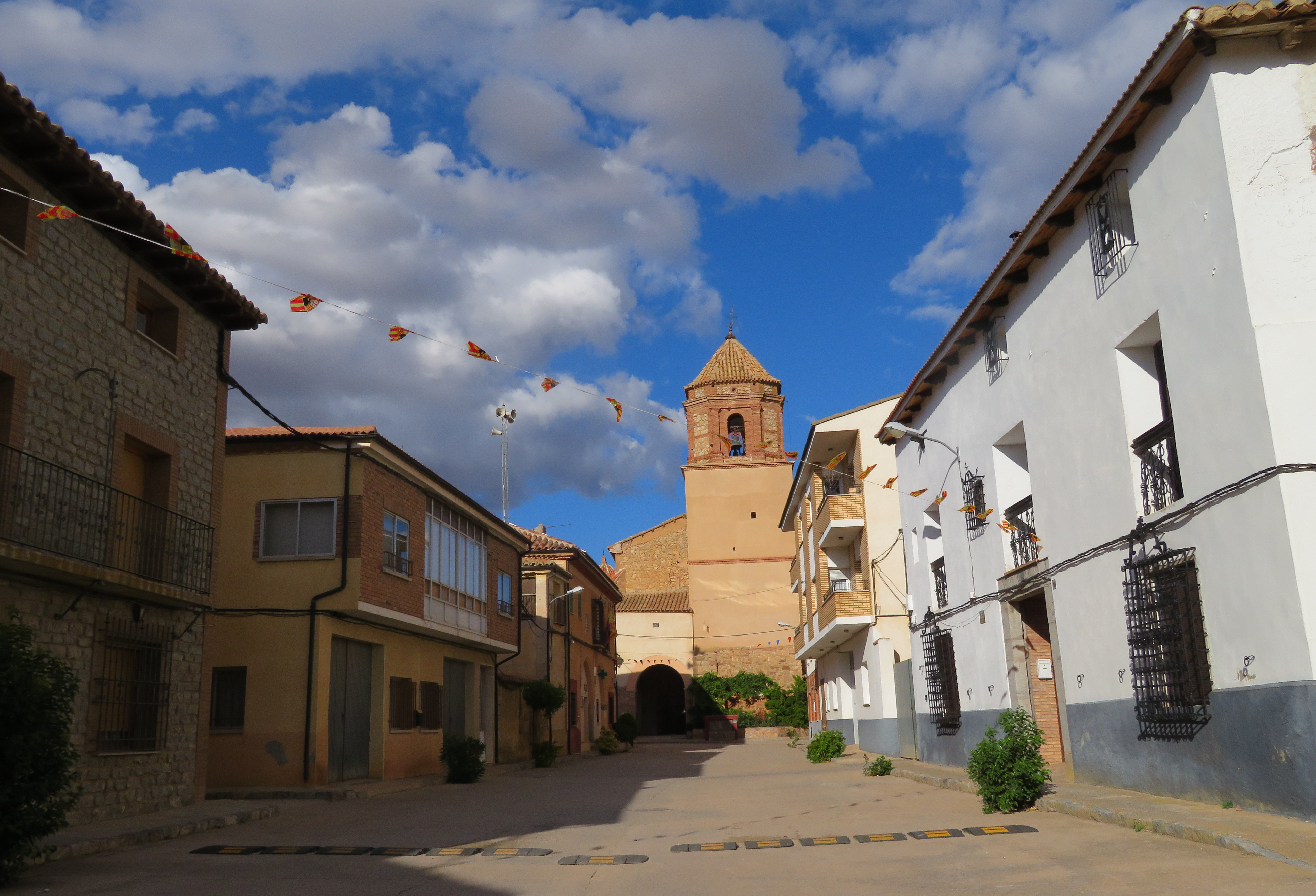
Calle Mayor de Torrelacárcel

Torrelacárcel cuenta con una población de 131 habitantes (INE 2024).
| Gráfica de evolución demográfica de Torrelacárcel entre 1842 y 2021 |
| |
| Población de derecho según los censos de población del INE Población de hecho según los censos de población del INEEn estos censos se denominaba Torre la Cárcel: 1877, 1887, 1897, 1900, 1910, 1920, 1930, 1940, 1950, 1960 y 1970 |

## Administración y política
| Período   | Alcalde                   | Partido |  |
| --------- | ------------------------- | ------- |  |
| 1979-1983 | Pelegrín Gómez Hernández  | Ind.    |  |
| 1983-1987 |                           |         |  |
| 1987-1991 |                           |         |  |
| 1991-1995 |                           |         |  |
| 1995-1999 |                           |         |  |
| 1999-2003 |                           |         |  |
| 2003-2007 |                           |         |  |
| 2007-2011 |                           |         |  |
| 2011-2015 | Pascual Soriano Hernández | PSOE    |  |

| Partido político    | Partido político                                   | 2003   | 2007   | 2011   | 2015   |
| Partido político    | Partido político                                   | Ediles | Ediles | Ediles | Ediles |
|                     | Partido de los Socialistas de Aragón (PSOE-Aragón) | 2      | 4      | 4      | 4      |
|                     | Partido Popular de Aragón (PP)                     | 2      | —      | —      | 1      |
|                     | Izquierda Unida (IU)                               | —      | —      | 1      | —      |
|                     | Partido Aragonés (PAR)                             | 2      | 1      | —      | —      |
|                     | Chunta Aragonesista (CHA)                          | —      | 0      | 0      | 0      |
|                     | Ganar Torrelacárcel                                | —      | —      | —      | 0      |
| Total de concejales | Total de concejales                                | 7      | 5      | 5      | 5      |